# Amarume
Amarume (余目町, Amarume-machi) était un bourg du district de Higashitagawa dans la préfecture de Yamagata au nord de l'île de Honshū au Japon.
Le bourg a fusionné avec le bourg de Tachikawa pour former le nouveau bourg de Shōnai en 2005.